# Amore a prima vista (film 1999)
Amore a prima vista è un film del 1999 diretto e interpretato da Vincenzo Salemme.

## Trama
Bruno Garramone, soprannominato 'o sciupafemmene, è l'unico figlio maschio del boss napoletano Natale. In seguito ad un trapianto di cornea, a causa di una malattia agli occhi, la sua vita cambia: gli occhi che gli sono stati donati sono quelli di Nina, la defunta moglie del maggiore dei carabinieri Fortunato Cipolletta. Dopo questa operazione Bruno, una volta incontrato per caso il maggiore Cipolletta al parco, se ne innamora all'istante. Bruno quindi, insieme ai suoi scagnozzi Peppino "Batman" e Samuele "Sandokan", cominciano a pedinare Fortunato, e in seguito Bruno dichiara il suo amore al maggiore, che però rifiuta essendo eterosessuale, nonostante sia stranamente attratto dai suoi occhi. Inoltre Bruno è in procinto di sposarsi con la figlia del boss amico di Natale, Roberta: il giorno del matrimonio il maggiore si presenta su di un cavallo bianco gridando "Nina". Bruno lo raggiunge, i due scappano e stanno per buttarsi a mare, quando Bruno si sveglia nel letto d'ospedale: era stato tutto un sogno. Alla porta si affaccia un giovane carabiniere, chiede scusa per avere sbagliato stanza. E Bruno sospira: "Che peccato".

## Produzione
Le riprese si sono svolte dal 31 maggio 1999 per otto settimane di lavorazione.
Il film è stato distribuito nei cinema il 29 ottobre 1999.